# Abromeitia
Abromeitia é um género botânico pertencente à família Myrsinaceae.
A autoridade científica do género é Mez, tendo sido publicado em Botanisches Archiv 1: 100. 1922.

## Principal espécie
- Abromeitia pterocarpa Mez 1922